# رندلة

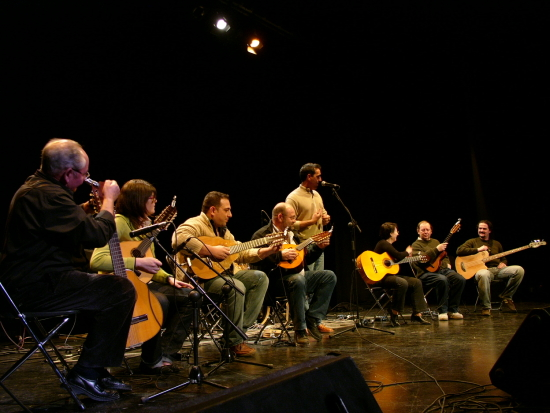
فرقة بلنسية الشعبية "La Rondalla de la Costera" تقدم عروض حية في دانية.

الرُّنْدَلَّة مجموعة من الآلات الوترية التي تُعزف بالريشة وتُعرف عمومًا باسم آلات الريشة. نشأت في إسبانيا في العصور الوسطى وخاصة في تاج أرغون القديم: قطلونية  أرغون ومرسية وبلنسية. نُقِل التقليد لاحقًا إلى أمريكة الإسبانية والفلبين . كلمة rondalla مشتقة من الكلمة الإسبانية ronda وتعني يُسرند (لحن يعزف أو يغنى في ضوء القمر).